# Haliotis rugosa
Haliotis rugosa é uma espécie de molusco gastrópode marinho pertencente à família Haliotidae. Foi classificada por Lamarck, em 1822. É nativa do norte e oeste do oceano Índico, em águas rasas. A espécie Haliotis pustulata, Reeve, 1846, agora é considerada sua subespécie: Haliotis rugosa pustulata.

## Descrição da concha
Haliotis rugosa possui concha extremamente variável, o que fez com que fosse dividida em espécies diferentes: Haliotis rugosa Lamarck, 1822, e Haliotis pustulata Reeve, 1846, esta última agora em desuso. A constatação de ambas como uma única espécie foi publicada em estudo por Buzz Owen, em 2013. Em sua subespécie rugosa ela tem, por vezes, cordas espirais largas, em certos casos com verrucosidades, intercaladas com estreitas nervuras; que são, na maioria das vezes, bastante lisas e planas. Espécimes ocasionais têm sulcos entrelaçados, raramente formando forte escultura irregular. Em sua subespécie pustulata ela tem estrias em espiral mais estreitas e muito mais fracas, carecendo de sulcos mais profundos e escultura irregular mais forte. A superfície dorsal da subespécie rugosa pode ser separada de pustulata por suas nervuras, que são profundamente gravadas e são, muitas vezes, um pouco arredondadas; ou são superficiais e planas, sendo pouco visíveis. A subespécie pustulata não tem estrias em espiral e, se presentes, são muito mais estreitas e arredondadas, não planas. Coloração de creme a avermelhada, não raro marmoreada com tons de marrom, verde, vermelho e laranja. Os furos abertos na concha, de 5 a 6, são circulares e elevados. Região interna madreperolada, iridescente, com reflexos em azul, rosa e verde, apresentando o relevo da face externa visível.

## Subespécies e distribuição geográfica
De acordo com o WoRMS, existem quatro subespécies descritas nas seguintes localidades:
- Haliotis rugosa multiperforata Reeve, 1846, nativa do Mar Arábico (Iémen) - ex Haliotis multiperforata
- Haliotis rugosa pustulata Reeve, 1846, nativa das Comores, Somália, Quênia, Seicheles, Madagáscar, Moçambique, Tanzânia; região do Golfo Pérsico e Mar Vermelho - ex Haliotis pustulata[6]
- Haliotis rugosa rodriguensis Owen, 2013, nativa das ilhas Mascarenhas (com seu holótipo coletado em Rodrigues)[5]
- Haliotis rugosa rugosa Lamarck, 1822, nativa do oceano Índico e Maurício (com seu holótipo coletado em Reunião e descrito em 1863 como Haliotis revelata)[7]

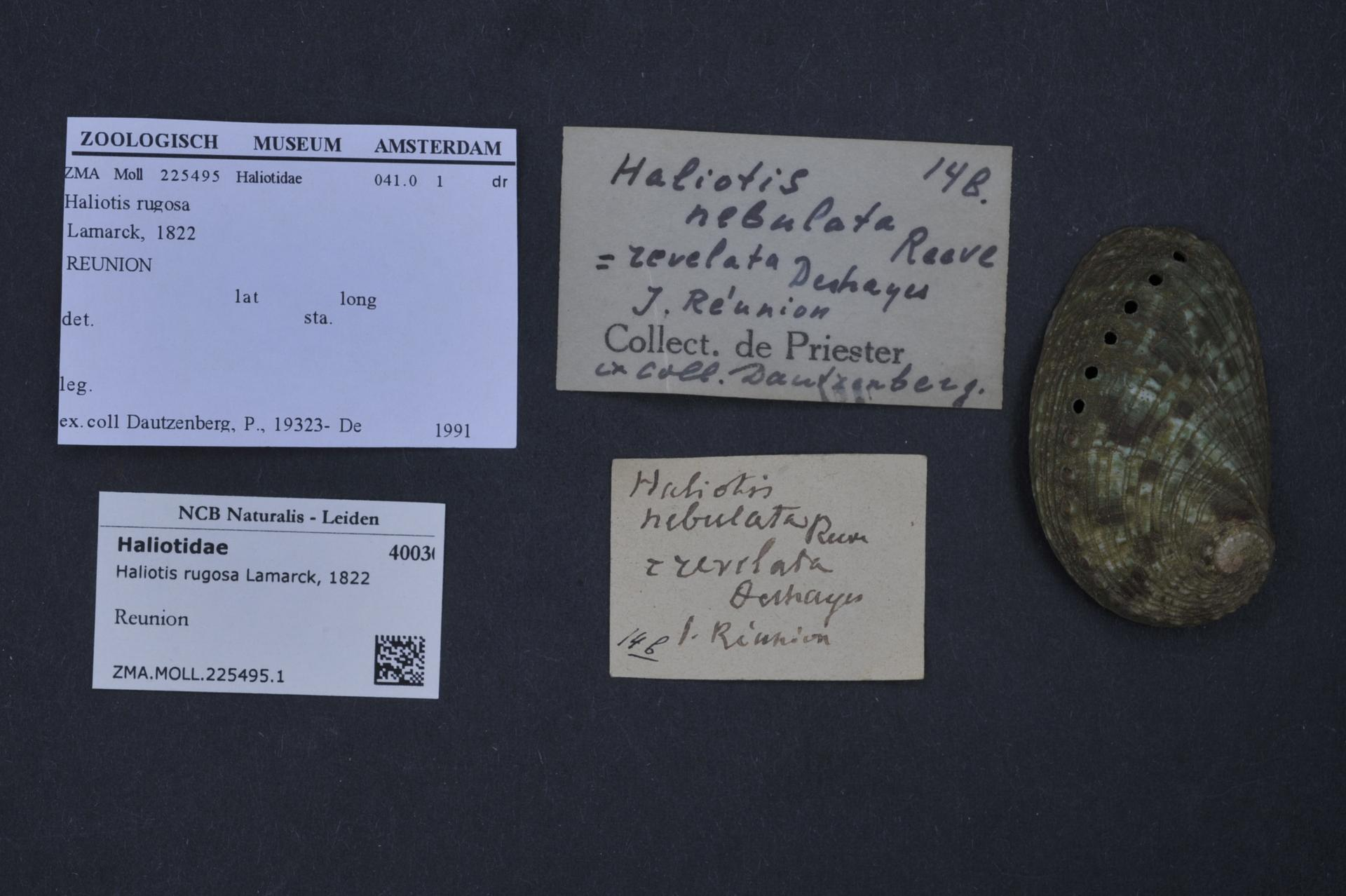
Exemplar de H. rugosa Lamarck, 1822, aqui com a denominação H. nebulata, coletado em Reunião.